# Bürgerentscheide in Sachsen 2023
Bürgerentscheide in Sachsen sind auf Gemeindeebene ein Recht kommunaler Mitbestimmung. Sie finden statt bei Gebietsveränderungen, wenn es fünf Prozent der Bürger fordern oder wenn es der Gemeinderat mit einer Mehrheit von zwei Dritteln seiner Mitglieder fordert. 2023 gab es in Sachsen mindestens zwei Bürgerentscheide.

## Rechtslage
Wie in der Einleitung beschrieben, findet ein Bürgerentscheid bei Gemeindefusionen, Eingemeindungen oder ähnlichen Gebietsveränderungen ohne reinen Bereinigungszweck obligatorisch statt. Zudem können fünf Prozent der Bürger der Gemeinde ein Bürgerbegehren an die Gemeinde richten, das Grundlage für den Bürgerentscheid ist. Zudem kann der Gemeinderat einen Bürgerentscheid beschließen. Gegenstand des Entscheidungsvorschlages dürfen alle Themen sein, die in die Zuständigkeit des Gemeinderats fallen, mit Ausnahme von Weisungsaufgaben, Fragen der inneren Organisation der Verwaltung, Haushaltssatzungen, Jahresabschlüssen, Regelungen der Sächsischen Gemeindeordnung oder gesetzeswidriger Ziele. Der Entscheidungsvorschlag muss mit „Ja“ oder „Nein“ zu beantworten sein und die Mehrheit der abgegebenen Stimmen erhalten um erfolgreich zu sein, jedoch nur, wenn mindestens 25 % der Stimmberechtigten zustimmen. In den kreisfreien Städten kann der Stadtrat durch die Festlegung der Hauptsatzung dieses Quorum auf bis zu 15 % senken. Ein erfolgreicher Bürgerentscheid kommt einem Gemeinderatsbeschluss gleich und kann innerhalb von drei Jahren nur durch neuerlichen Bürgerentscheid aufgehoben werden.

## Liste
Erfolgreich sind Bürgerentscheide dann, wenn sowohl die Spalte „JA“, als auch die Spalte „JA-Quorum“ grün markiert ist.
| Nr. | Gemeinde         | Datum              | Thema | Ergebnis           | Ergebnis          | Ergebnis        | Ergebnis  | Ergebnis   | Ergebnis     | Ergebnis   | Erfolg    |
| Nr. | Gemeinde         | Datum              | Thema | Stimm- berechtigte | ungültige Stimmen | gültige Stimmen | Wahl-bet. | JA         | NEIN         | JA- Quorum | Erfolg    |
| --- | ---------------- | ------------------ | --- | ------------------ | ----------------- | --------------- | --------- | ---------- | ------------ | ---------- | --------- |
| 1   | Regis-Breitingen | 18. Juni 2023      | Soll die Stadt Regis-Breitingen ihre Schulträgerschaft für die Oberschule Regis-Breitingen an die Gemeinde Neukieritzsch zugunsten eines dreizügigen Schulneubaus im Ortsteil Deutzen aufgeben? | 3.217              | 3                 | 1.494           | 46,4 %    | 559 37,5 % | 932 62,5 %   | 805 Nein   | Abgelehnt |
| 2   | Burgstädt        | 10. September 2024 | Sind Sie mit dem Entwurf der Vereinbarung über den Zusammenschluss der Stadt Burgstädt und der Gemeinde Taura im Wege einer Gemeindeeingliederung einverstanden?                                | 8.581              | 5                 | 1.834           | 21,4 %    | 982 53,5 % | 852 46,5 %   | 2.146 Nein | Abgelehnt |
| 2   | Taura            | 10. September 2024 | Sind Sie mit dem Entwurf der Vereinbarung über den Zusammenschluss der Stadt Burgstädt und der Gemeinde Taura im Wege einer Gemeindeeingliederung einverstanden?                                | 1.917              | 0                 | 1.475           | 76,9 %    | 250 16,9 % | 1.225 83,1 % | 480 Nein   | Abgelehnt |

## Belege
1. ↑  REVOSax Landesrecht Sachsen - Sächsische Gemeindeordnung – SächsGemO. Abgerufen am 26. Dezember 2024.
2. ↑  REVOSax Landesrecht Sachsen - Sächsische Gemeindeordnung – SächsGemO. Abgerufen am 26. Dezember 2024.
3. ↑  Stadt Regis-Breitingen: Amtsblatt der Stadt Regis-Breitingen. 15. Juli 2023, abgerufen am 26. Dezember 2024.
4. ↑  Barbara Klepsch: Kleine Anfrage der Abgeordneten Antonia Mertsching (DIE LINKE). Drs.-Nr.: 7/13717. Sächsischer Landtag, 24. Juli 2023, abgerufen am 26. Dezember 2024.
5. ↑  Wahlergebnisse. In: Stadt Regis Breitingen. Abgerufen am 26. Dezember 2024.
6. ↑  Gemeinde Taura. Abgerufen am 26. Dezember 2024.